# Diecezja Aitape
Diecezja Aitape (łac. Diœcesis Aitapensis) – diecezja rzymskokatolicka w Papui-Nowej Gwinei, z siedzibą w Aitape. Jest sufraganią metropolii Madang. Powstała w 1952 jako prefektura apostolska. W 1956 podniesiona do rangi wikariatu apostolskiego. Ustanowiona diecezją w 1966.

## Główne świątynie
- Katedra: Katedra św. Ignacego w Aitape

## Biskupi diecezjalni
- Ignatius John Doggett OFM (1952–1969)
- William Kevin Rowell OFM (1969–1986)
- Brian Barnes OFM (1987–1997)
- Austen Robin Crapp OFM (1999–2009)
- Otto Separy (2009–2019)
- Siby Mathew Peedikayil HGN (od 2021)